# Jérez del Marquesado
Jérez del Marquesado – gmina w Hiszpanii, w prowincji Grenada, w Andaluzji, o powierzchni 82,75 km². W 2011 roku gmina liczyła 1061 mieszkańców.
Jego początki sięgają czasów prehistorycznych, szczególnie kultury El Argar z pozostałościami neolitu, a operacje wydobywcze z epoki brązu trwają w czasach rzymskich.